# Кармоков, Хачим Мухамедович
Хачим Мухамедович Кармо́ков (2 мая 1941, с. Заюково, Баксанский район, Кабардино-Балкарская АССР — 30 декабря 2023, Москва) — советский и российский государственный и политический деятель. Председатель Верховного Совета Кабардино-Балкарской Республики с 1991 по 1993. Председатель Счётной палаты Российской Федерации с 17 января 1994 по 19 апреля 2000. Представитель в Совете Федерации ФС России от парламента Кабардино-Балкарской Республики (2001—2009). Депутат Государственной думы Федерального собрания Российской Федерации I созыва.

## Биография
Родился 2 мая 1941 года в селе Заюково Баксанского района Кабардино-Балкарской АССР (ныне — Кабардино-Балкарская Республика) в семье председателя колхоза. По национальности кабардинец.

## Образование и работа
Окончил Кабардино-Балкарский государственный университет (КБГУ). Доктор экономических наук, профессор.
- 1963 год — мастер строительно-монтажного управления
- 1964—1967 годы — преподаватель кафедры экономики КБГУ
- 1967—1971 годы — начальник производственно-технического отдела, архитектор Тырныаузского горисполкома, старший прораб, начальник СМУ
- 1971—1978 годы — доцент кафедры экономики народного хозяйства КБГУ
- 1978—1990 годы — заместитель управляющего по экономике треста «Каббалкпромстрой»

## Политическая деятельность
В 1990 году — заместитель председателя Совета Министров Кабардино-Балкарской АССР, председатель Комиссии по экономической реформе в Кабардино-Балкарской АССР. В 1990—1991 годах — заместитель председателя Верховного Совета Кабардино-Балкарской АССР. В 1991—1993 годах — председатель Верховного Совета Кабардино-Балкарии.
В 1993 году избран депутатом Государственной думы Федерального собрания Российской Федерации I созыва. Являлся сопредседателем депутатской группы «Новая региональная политика», членом Мандатной комиссии Государственной думы Федерального собрания Российской Федерации.
С 17 января 1994 по 19 апреля 2000 — первый Председатель Счётной палаты Российской Федерации.
С апреля 2000 по 2001 годы работал в должности главного советника Председателя Счётной палаты Российской Федерации.
В 2001—2009 годах — представитель в Совете Федерации Федерального собрания Российской Федерации от парламента Кабардино-Балкарской Республики. Являлся членом Комитета по бюджету.
В 2006—2007 годах — руководитель Кабардино-Балкарского регионального отделения политической партии «Российская партия Жизни». В 2007—2009 годах — руководитель Кабардино-Балкарского регионального отделения политической партии «Справедливая Россия: Родина/Пенсионеры/Жизнь».

### Смерть
Скончался в ночь на 30 декабря 2023 года у себя дома в Москве.
Похоронен в родном селе Заюково.

## Награды
- Почётная грамота Государственной думы Федерального собрания Российской Федерации
- Медаль «В память 850-летия Москвы» (1997)
- Орден Дружбы (26 апреля 2001) — за заслуги в укреплении государственной финансовой контрольной системы и многолетнюю добросовестную работу[8]
- Почётная грамота Президента Российской Федерации (28 апреля 2011) — за достигнутые трудовые успехи и многолетнюю добросовестную работу[9]
- Орден «За заслуги перед Кабардино-Балкарской Республикой» (1 июля 2015) — за выдающиеся заслуги в становлении государственности Кабардино-Балкарской Республики и большой вклад в социально-экономическое развитие республики